# Federico Mordegan
Federico Mordegan, né le 1er février 1970 à Vicence, est un ancien joueur de tennis professionnel italien.

## Palmarès

### Titre en double messieurs
| No | Date       | Nom et lieu du tournoi | Catégorie    | Dotation  | Surface      | Partenaire      | Finalistes                     | Score   |  |
| -- | ---------- | ---------------------- | ------------ | --------- | ------------ | --------------- | ------------------------------ | ------- |  |
| 1  | 28-03-1994 | Estoril Open Estoril   | World Series | 500 000 $ | Terre (ext.) | Cristian Brandi | Richard Krajicek Menno Oosting | Forfait |  |

### Finales en double messieurs
| No | Date       | Nom et lieu du tournoi                       | Catégorie    | Dotation  | Surface      | Vainqueurs                     | Partenaire        | Score         |  |
| -- | ---------- | -------------------------------------------- | ------------ | --------- | ------------ | ------------------------------ | ----------------- | ------------- |  |
| 1  | 18-06-1990 | IP Cup Gênes                                 | World Series | 225 000 $ | Terre (ext.) | Tomás Carbonell Udo Riglewski  | Cristiano Caratti | 7-6, 7-6      |  |
| 2  | 27-07-1992 | Tournoi de tennis de Saint-Marin Saint-Marin | World Series | 235 000 $ | Terre (ext.) | Nicklas Kulti Mikael Tillström | Cristian Brandi   | 6-2, 6-2      |  |
| 3  | 14-03-1994 | Grand-Prix Hassan II Casablanca              | World Series | 188 750 $ | Terre (ext.) | David Adams Menno Oosting      | Cristian Brandi   | 6-3, 6-4      |  |
| 4  | 03-10-1994 | Athens International Athènes                 | World Series | 188 750 $ | Terre (ext.) | Luis Lobo Javier Sánchez       | Cristian Brandi   | 5-7, 6-1, 6-4 |  |
| 5  | 07-08-1995 | San Marino Cepu Open Saint-Marin             | World Series | 275 000 $ | Terre (ext.) | Jordi Arrese Andrew Kratzmann  | Pablo Albano      | 7-6, 3-6, 6-2 |  |